# Малакантові
Малакантові (Malacanthidae) — родина окунеподібних риб.

## Опис
Представники цієї родини мають подовжене, сигароподібне тіло, вкрите дрібною лускою. Зяброва кришка у них озброєна гострим шипом. Спинний плавець не поділений на частини і, як і анальний, сильно подовжений. У обох плавцях колючі промені розвинені слабко. Хвіст має округлу або усічену форму. Майже всі малакантові відрізняються яскравим і досить різноманітним — синім, червоним, зеленим — забарвленням. Розміри різних видів варіюють від 20 до 60 см.

## Спосіб життя
Ці риби широко поширені поблизу узбереж тропічних , субтропічних і почасти помірно теплих морів всіх океанів. Всі вони ведуть донний спосіб життя, але помітно різняться за глибиною проживання. Деякі види (наприклад, звичайний в Індійському океані і на заході Тихого океану бланквіл синій Malacanthus latovittatus) населяють прибережні мілководдя, інші тримаються на більш-менш значній глибині. Так, вертикальний розподіл латілуса західноафриканського (Latilus semifasciatus) обмежений знизу двухсотметровою ізобатою. Ця риба, що досягає 50 см в довжину, живиться крабами, губками, червами та іншими донними тваринами.

### Lopholatilus chamaeleonticeps
Всі види малакантових мають смачне м'ясо і цінуються як харчові риби. Історія промислу одного з них — Lopholatilus chamaeleonticeps — дуже своєрідна. Цей вид, що мешкає у Північно-Західній Атлантиці, став відомий іхтіологам тільки в 1879 р. і майже відразу придбав чимале на ті часи значення як промисловий об'єкт. Він промишлявся у південних країв Ньюфаундлендської банки в зоні впливу Гольфстріму — теплої течії, що переносить на північний схід прогріту воду з району Флориди. Проте вже через три роки — у березні 1882, коли рибалки ледве опанували промисел, відбулася грандіозна за своїми масштабами природна катастрофа : мільярди цих риб загинули внаслідок підтоку холодних вод Лабрадорської течії у район їх проживання. Судна годинами пливли через суцільну масу загиблих риб, що усіяли море від обрію до обрію. Число мертвих риб, які спливли на поверхню, було оцінено в кілька мільярдів (розміри Lopholatilus chamaeleonticeps доходять до 60 см при вазі близько 20 кг), а площа, на якій стався замор, перевищувала 4000 квадратних миль. Протягом наступних десяти років цей вид вважався остаточно вимерлим, але потім в уловах знову почали попадатися спочатку окремі екземпляри, а потім і значні кількості цієї риби.

### Branchiostegus japonicus
Деяке промислове значення має і амаданай японський (Branchiostegus japonicus), якого ловлять біля берегів Південної Японії і у Східно-Китайському морі і заготовляють у солоно-в'яленому вигляді.

## Класифікація
У родині описано 42 видів у 5 родах:
- Підродина Malacanthinae
  - Рід Branchiostegus
    - Branchiostegus albus Dooley, 1978.
    - Branchiostegus argentatus (Cuvier, 1830).
    - Branchiostegus auratus (Kishinouye, 1907).
    - Branchiostegus australiensis Dooley & Kailola, 1988.
    - Branchiostegus doliatus (Cuvier, 1830).
    - Branchiostegus gloerfelti Dooley & Kailola, 1988.
    - Branchiostegus hedlandensis Dooley & Kailola, 1988.
    - Branchiostegus ilocanus Herre, 1928.
    - Branchiostegus japonicus (Houttuyn, 1782).
    - Branchiostegus paxtoni Dooley & Kailola, 1988.
    - Branchiostegus saitoi Dooley & Iwatsuki, 2012[1]
    - Branchiostegus sawakinensis Amirthalingam, 1969.
    - Branchiostegus semifasciatus (Norman, 1931).
    - Branchiostegus serratus Dooley & Paxton, 1975.
    - Branchiostegus vittatus Herre, 1926.
    - Branchiostegus wardi Whitley, 1932. Branchiostegus wardi

  - Рід Hoplolatilus

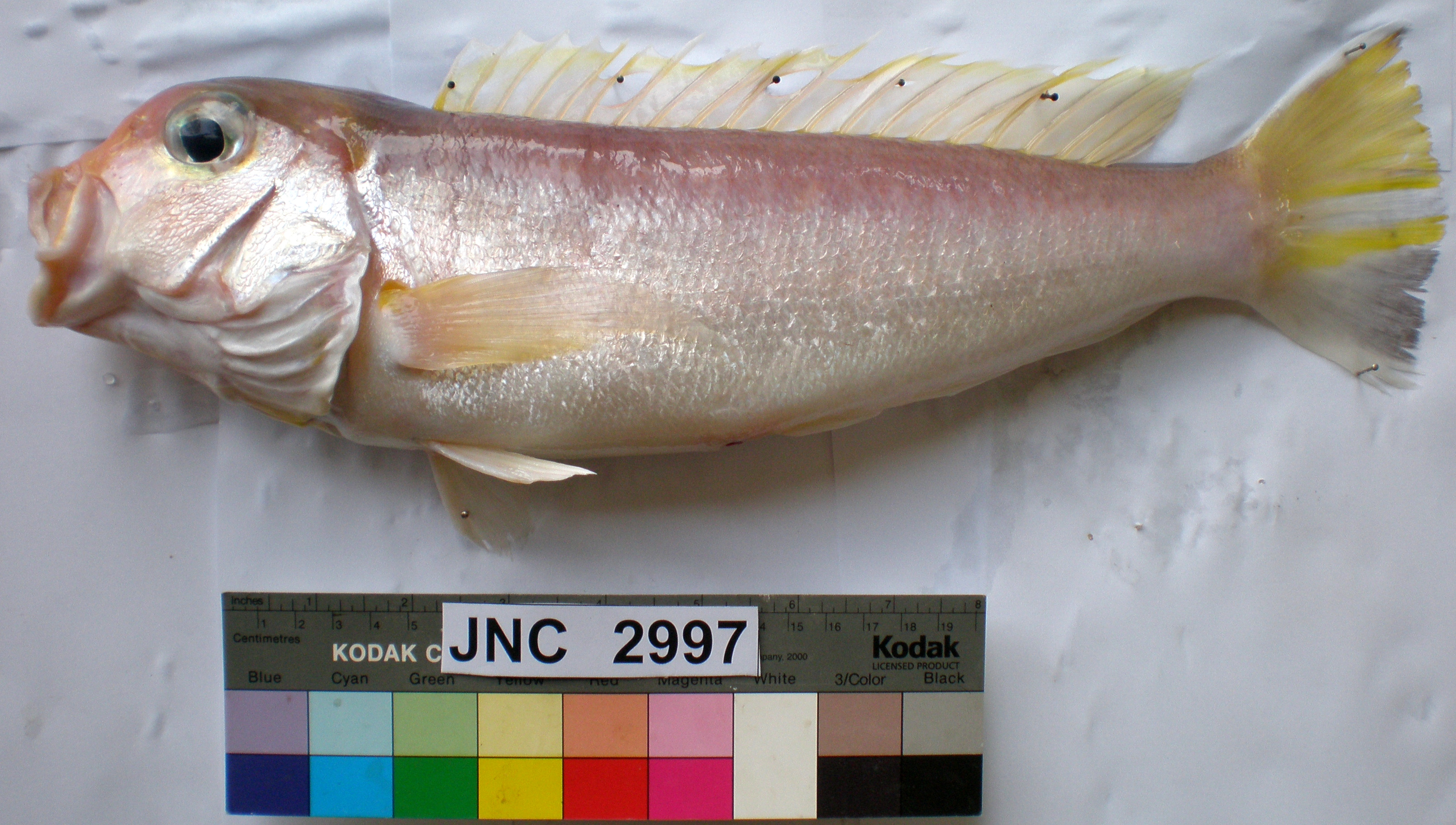
Branchiostegus wardi

    - Hoplolatilus chlupatyi Klausewitz, McCosker, Randall & Zetzsche, 1978.
    - Hoplolatilus cuniculus Randall & Dooley, 1974.
    - Hoplolatilus fourmanoiri Smith, 1964.
    - Hoplolatilus fronticinctus (Günther, 1887).
    - Hoplolatilus geo Fricke & Kacher, 1982.
    - Hoplolatilus luteus Allen & Kuiter, 1989.
    - Hoplolatilus marcosi Burgess, 1978.
    - Hoplolatilus oreni (Clark & Ben-Tuvia, 1973).
    - Hoplolatilus pohle Earle & Pyle, 1997.
    - Hoplolatilus purpureus Burgess, 1978.
    - Hoplolatilus starcki Randall & Dooley, 1974.

  - Рід Malacanthus
    - Malacanthus brevirostris Guichenot, 1848.
    - Malacanthus latovittatus (Lacépède, 1801).
    - Malacanthus plumieri (Bloch, 1786).
- Підродини Latilinae
  - Рід Caulolatilus[2]
    - Caulolatilus affinis Gill, 1865.
    - Caulolatilus bermudensis Dooley, 1981.
    - Caulolatilus chrysops (Valenciennes, 1833).
    - Caulolatilus cyanops Poey, 1866.
    - Caulolatilus dooleyi Berry, 1978.
    - Caulolatilus guppyi Beebe & Tee-Van, 1937.
    - Caulolatilus hubbsi Dooley, 1978.
    - Caulolatilus intermedius Howell Rivero, 1936.
    - Caulolatilus microps Goode & Bean, 1878.
    - Caulolatilus princeps (Jenyns, 1840).
    - Caulolatilus williamsi Dooley & Berry, 1977.

  - Рід Lopholatilus[2]
    - Lopholatilus chamaeleonticeps Goode & Bean, 1879
    - Lopholatilus villarii Miranda-Ribeiro, 1915.